# هنري ستانلي بنديكت السادس عشر
هنري ستانلي بنديكت السادس عشر (بالإنجليزية: Henry S. Benedict)‏ (و. 1878 – 1930 م) هو سياسي، ومحامي من الولايات المتحدة الأمريكية.
وهو عضو في الحزب الجمهوري.
توفي في لندن.

## التعليم
تعلم في جامعة جنوب كاليفورنيا.